# غار اشگفت علی‌آباد جوانمرد
غار اشگفت علی‌آباد جوانمرد در شهرستان سلسله، بخش مرکزی، روستای علی‌آباد جوانمرد واقع شده و این اثر در تاریخ ۲۳ شهریور ۱۳۸۲ با شمارهٔ ثبت ۱۰۰۱۹ به‌عنوان یکی از آثار ملی ایران به ثبت رسیده است.